# Чемпионат России по футболу среди женщин 2001 (первый дивизион)
Первый дивизион по футболу среди женских команд 2001 — 10-й футбольный турнир Первого дивизиона — второго по силе дивизиона в системе женских футбольных лиг России. Победителем Первого дивизиона впервые стал калужский клуб Анненки.

## Участники
Сводная статистика участников
учтены матчи завершённых сезонов
без учёта мячей забитых в сериях послематчевых пенальти
с учётом технических результатов

| команда      | команда     | сезоны | сезоны    | Результаты выступлений | Результаты выступлений | Результаты выступлений | Результаты выступлений | Результаты выступлений | Результаты выступлений | Результаты выступлений | Результат в сезоне 2000    | Примечания                                                          |
| наименование | город       | #      | года      | И                      | В                      | Н                      | П                      | ЗМ                     | ПМ                     | РМ                     | Результат в сезоне 2000    | Примечания                                                          |
| ------------ | ----------- | ------ | --------- | ---------------------- | ---------------------- | ---------------------- | ---------------------- | ---------------------- | ---------------------- | ---------------------- | -------------------------- | ------------------------------------------------------------------- |
| Надежда      | Ногинск     | 2      | 1999—2000 | 26                     | 13                     | 2                      | 11                     | 74                     | 47                     | +27                    | Первый дивизион, 3-е место | Надежда (Красноармейск) (1999) Надежда-Гудок (Красноармейск) (2000) |
| Анненки      | Калуга      | 1      | 2000      | 12                     | 6                      | 2                      | 4                      | 47                     | 15                     | +32                    | Первый дивизион, 2-е место |                                                                     |
| Есения       | Рыбное      | 1      | 2000      | 12                     | 0                      | 0                      | 12                     | 1                      | 117                    | -116                   | Первый дивизион, 4-е место | дебютант                                                            |
| Балтия       | Калининград | —      | —         | —                      | —                      | —                      | —                      | —                      | —                      | —                      | —                          | дебютант                                                            |

Победитель Первого дивизиона 2000 клуб «Русь» в связи с финансовыми трудностями прекратил существование в межсезонье.
«Надежда» (Ногинск) возникла на основе расформированной команды «Надежда-Гудок» из Красноармейска.

## Турнирная таблица
Команды сыграли 4 круга (2 матча дома и 2 в гостях).
| Поз | Команда              | И  | В  | Н | П  | МЗ | МП | РМ  | О  | Квалификация или выбывание |
| --- | -------------------- | -- | -- | - | -- | -- | -- | --- | -- | -------------------------- |
| 1   | Анненки (Калуга)     | 12 | 10 | 1 | 1  | 47 | 9  | +38 | 31 |                            |
| 2   | Надежда (Ногинск)    | 12 | 9  | 1 | 2  | 62 | 15 | +47 | 28 | Переход в Высший дивизион  |
| 3   | Есения (Рыбное)      | 12 | 3  | 1 | 8  | 20 | 41 | -21 | 10 |                            |
| 4   | Балтия (Калининград) | 12 | 0  | 1 | 11 | 8  | 72 | -64 | 1  |                            |

## Лучшие бомбардиры
| Место | Игрок            | Клуб              | Голы |
| ----- | ---------------- | ----------------- | ---- |
| 1     | Галина Добычина  | Анненки (Калуга)  | 16   |
| 2     | Наталья Бахурина | Надежда (Ногинск) | 15   |
| 3     | Ольга Петрова    | Есения (Рыбное)   | 14   |